# Râul Uz
Râul Uz (în maghiară Úz) este un curs de apă, afluent al râului Trotuș. Barajul Poiana Uzului este realizat pe râul Uz. Tot pe acest râu este situată Cascada Nasolea Mare.

## Toponimie
Toponimul Uz, care desemnează satul ardelean Valea Uzului, Harghita, râul și satul Poiana Uzului, Bacău, amintește de trecerea uzilor în aceste zone, alături și de toponimul Oituz.

## Hidroenergie
Sub raport hidroenergetic, Uzul în amonte de lacul Poiana Uzului, afluentul Bărzăuța și Trotușul au un potențial între 1000 și 2100 kW/km.
Pe râul Uz și afluenții Bărzăuța (în maghiară Veresvíz) și Bașca (în maghiară Baska) au fost construite între 2012 și 2013 mai multe microhidrocentrale (MHC) în cascadă de către Hivatalos SRL, iar firma și centralele au fost preluate în 2015 de MVM Energy România, parte a MVM Group⁠(en)[traduceți]. Acestea reprezintă prima unitate de producere a energiei electrice a MVM Group în exteriorul Ungariei.
Centralele, aflate în teritoriul satului Valea Uzului, Harghita, aparțin de MVM Future Energy Technology și au primit licența de funcționare în iunie 2013. Acestea sunt: MHC Aklos cu o putere instalată de 0,656 MW, MHC Uz-Baska cu 1,088 MW, MHC Baska cu 0,355 MW, MHC Uz-Rac cu 0,974 MW, MHC Uzvolgy cu 1,01 MW, MHC Uz-Vam cu 1,138 MW, MHC Veresviz cu 1,26 MW și MHC Veresviz-Vam cu 1,002 MW. Cota de captare a primei centrale este la 1892 m iar cea a centralei nr. 5 de 572 m. Sistemul este format din șapte structuri de preluare, șase case de turbine și o rețea de conducte de interconectare cu diametrul de 600–800 mm, cu o lungime de aproximativ 20 km. Turbinele utilizate sunt una Pelton și 14 turbine Francis, unde există generatoare asociate.
În total există o putere de 6833 MW (7,48 MW instalată) cu o producție de 14–16 GWh/an, un racord la o rețea de 20 kV în lungime de aproximativ 20 km pentru energia produsă și astfel se asigură 2,6% din consumul total de energie electrică din județul Harghita.

## Ecosistem
Potrivit unei asociații de conservare a diversității biologice, după o dispariție de aproximativ 200 de ani, castorul euroasiatic a pătruns în regiunea Moldovei din județul Harghita, pe valea râului Uz, de unde s-a dispersat pe Trotuș și Siret.

## Hărți
- Harta județului Harghita
- Harta Munții Ciucului  Arhivat în 28 ianuarie 2018, la Wayback Machine.
- Harta Munții Nemira  Arhivat în 14 aprilie 2010, la Wayback Machine.
- Ovidiu Gabor - Economic Mechanism in Water Management  Arhivat în 5 martie 2009, la Wayback Machine.